# Stazione di Stoccolma Centrale
La stazione di Stoccolma Centrale (in svedese: Stockholms centralstation) è la principale stazione ferroviaria di Stoccolma e della Svezia oltre che il maggiore centro di traffico ferroviario del Nord Europa, con più di 200.000 viaggiatori al giorno.

## Posizione
La stazione è situata nel centrale quartiere di Norrmalm, sulla via principale Vasagatan.

## Storia e caratteristiche
La stazione fu costruita fra il 1867 e il 1871 su progetto dell'architetto Adolf W. Edelsvärd ed è stata ufficialmente aperta al traffico il 18 luglio 1871. Fino al 1925 i binari terminavano all'interno della stazione, ma dopo una ristrutturazione, ultimata nel 1927, furono spostati verso ovest e la vecchia galleria dei binari fu trasformata in una sala d'attesa lunga 119 metri, larga 28 e alta 13. Inoltre sul lato sud fu costruito un ulteriore padiglione che ora ospita un centro conferenze e la sala d'aspetto Reale utilizzata dalla famiglia reale quando viaggia in treno.
Nel 1951 la facciata verso il Vasagatan fu ristrutturata e le fu dato un aspetto più sobrio.
Nella piazza antistante la stazione è posta una statua dell'ingegnere ed inventore Nils Ericson, pioniere dell'industria ferroviaria.

## Metropolitana e collegamenti
Nel 1958 fu aperto un passaggio verso la nuova stazione della metropolitana, T-Centralen, l'unica stazione della rete metroviaria locale in cui affluiscono tutte e tre le linee. Inoltre è presente un collegamento ad un servizio ferroviario suburbano sul tracciato della compagnia nazionale Statens Järnvägar (SJ).
Il primo tracciato che la servì fa parte dell'attuale linea verde; quello della linea rossa aprì dopo il 1964, mentre quello della linea blu dopo il 1975.
La stazione centrale è direttamente connessa all'Aeroporto di Stoccolma-Arlanda grazie all'Arlanda Express, ferrovia costruita appositamente per collegare i due punti.
Inoltre, non lontano da qui, dalle parti di Norrmalmstorg, parte una piccola linea tranviaria turistica che raggiunge Djurgården.

## Galleria d'immagini

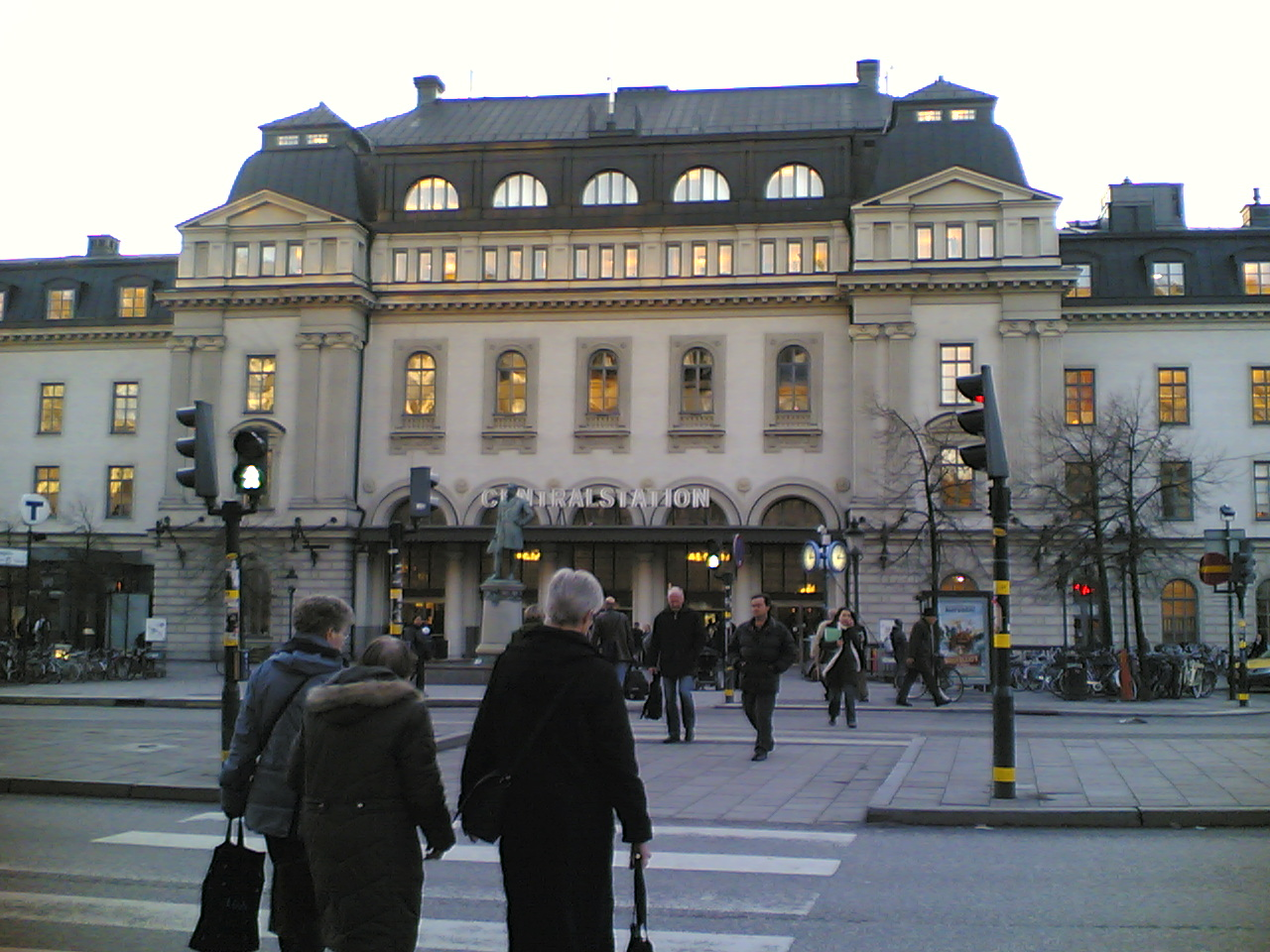
Ingresso principale
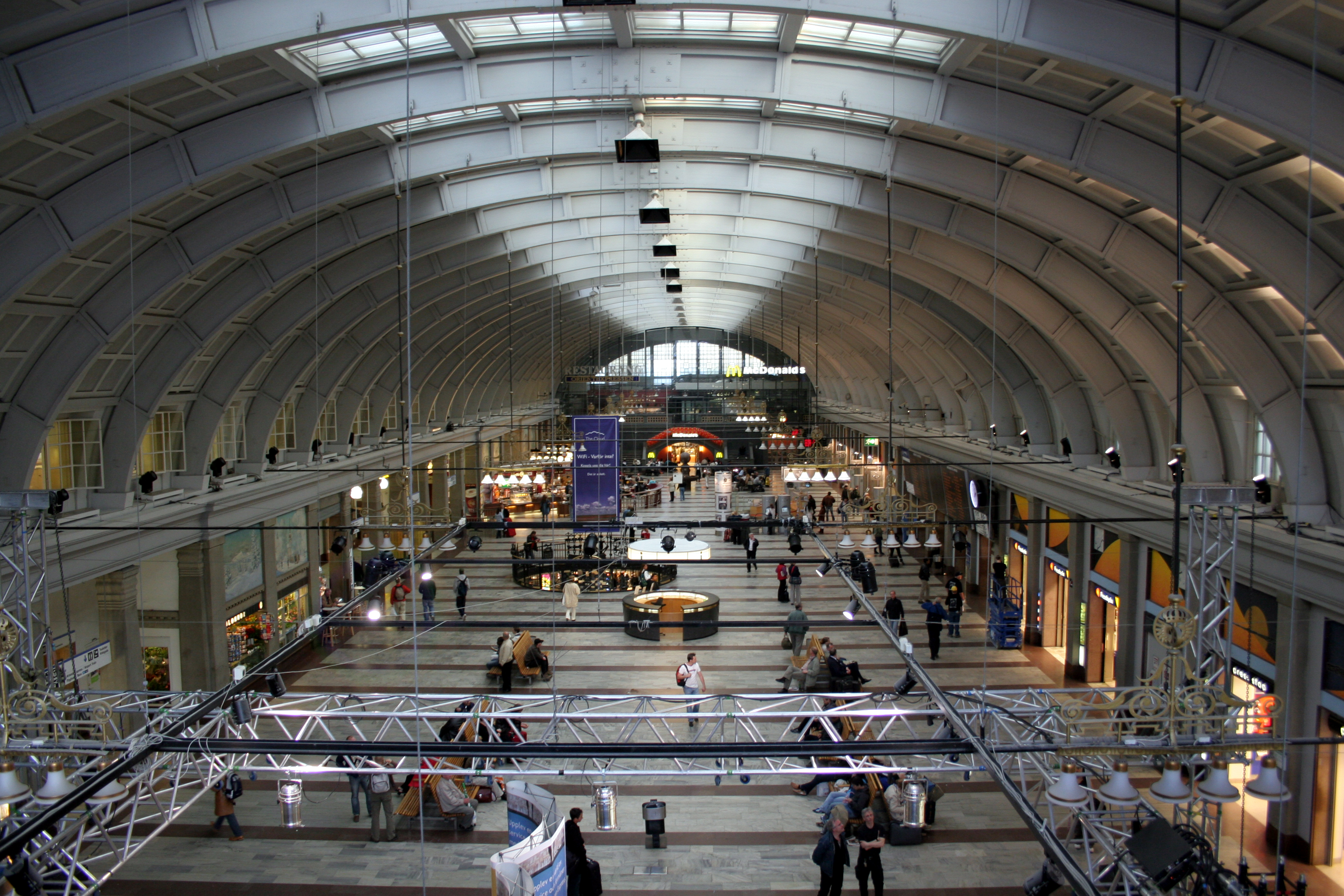
Interno della stazione
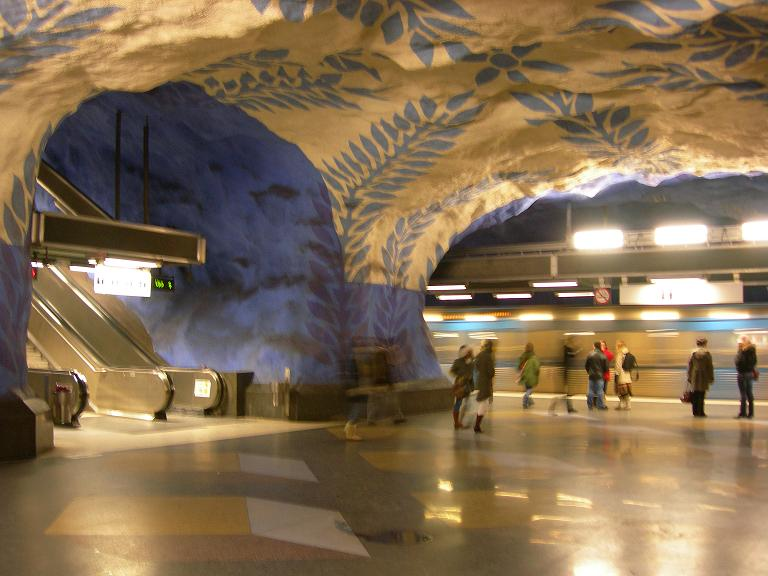
La stazione metropolitana sulla linea blu
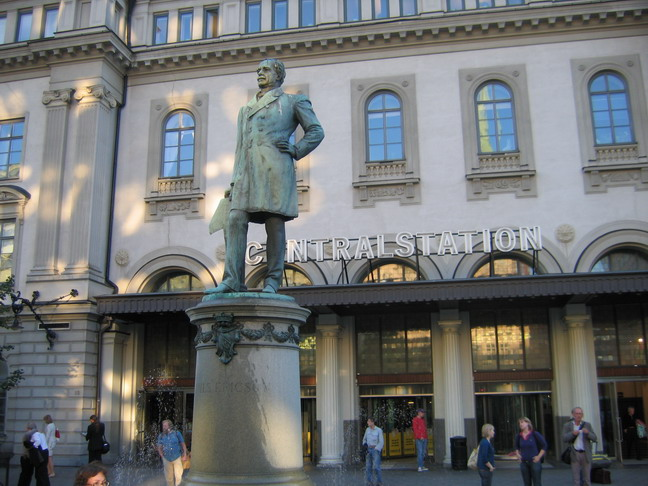
Monumento a Nils Ericson
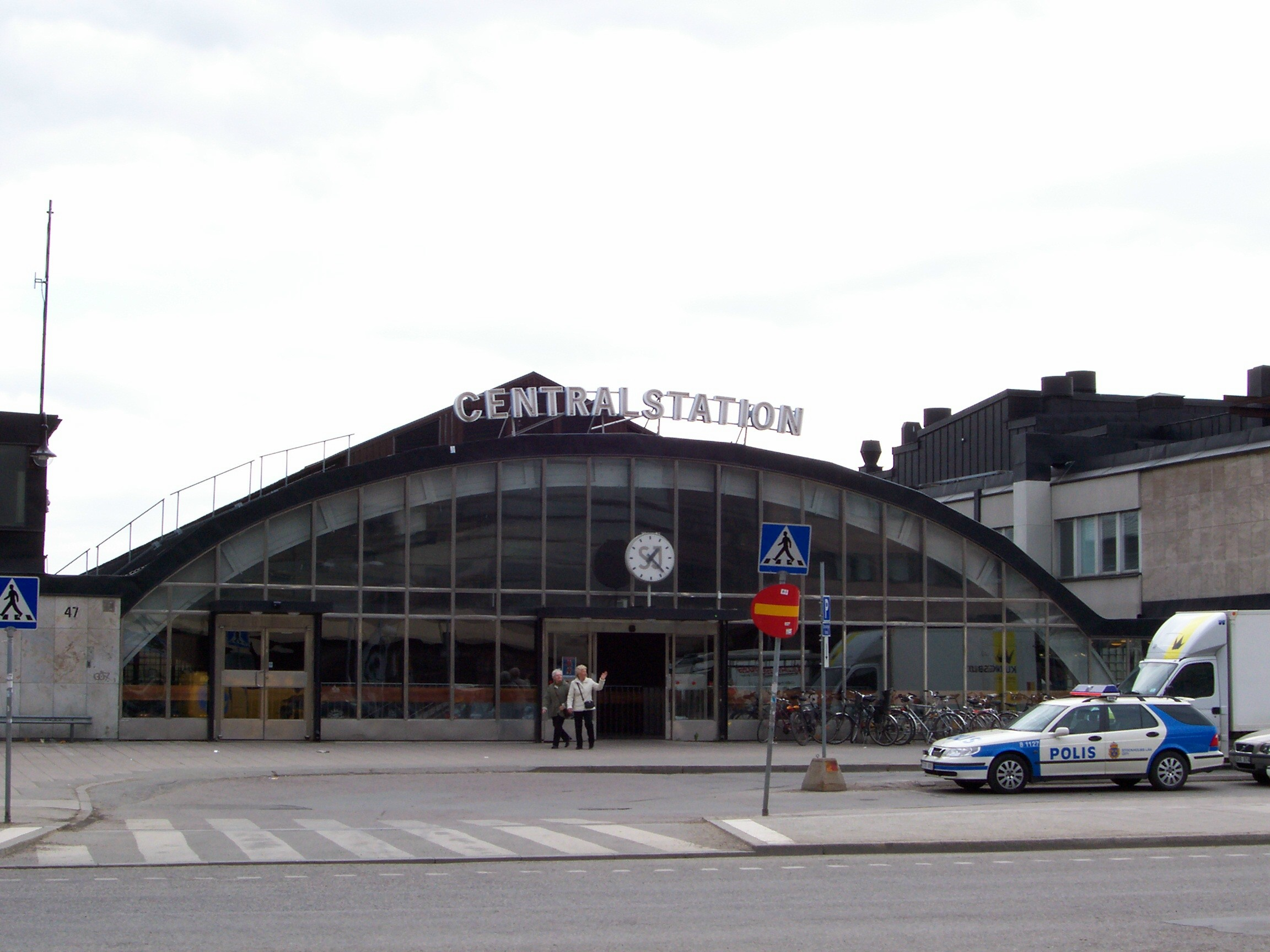
Ingresso laterale
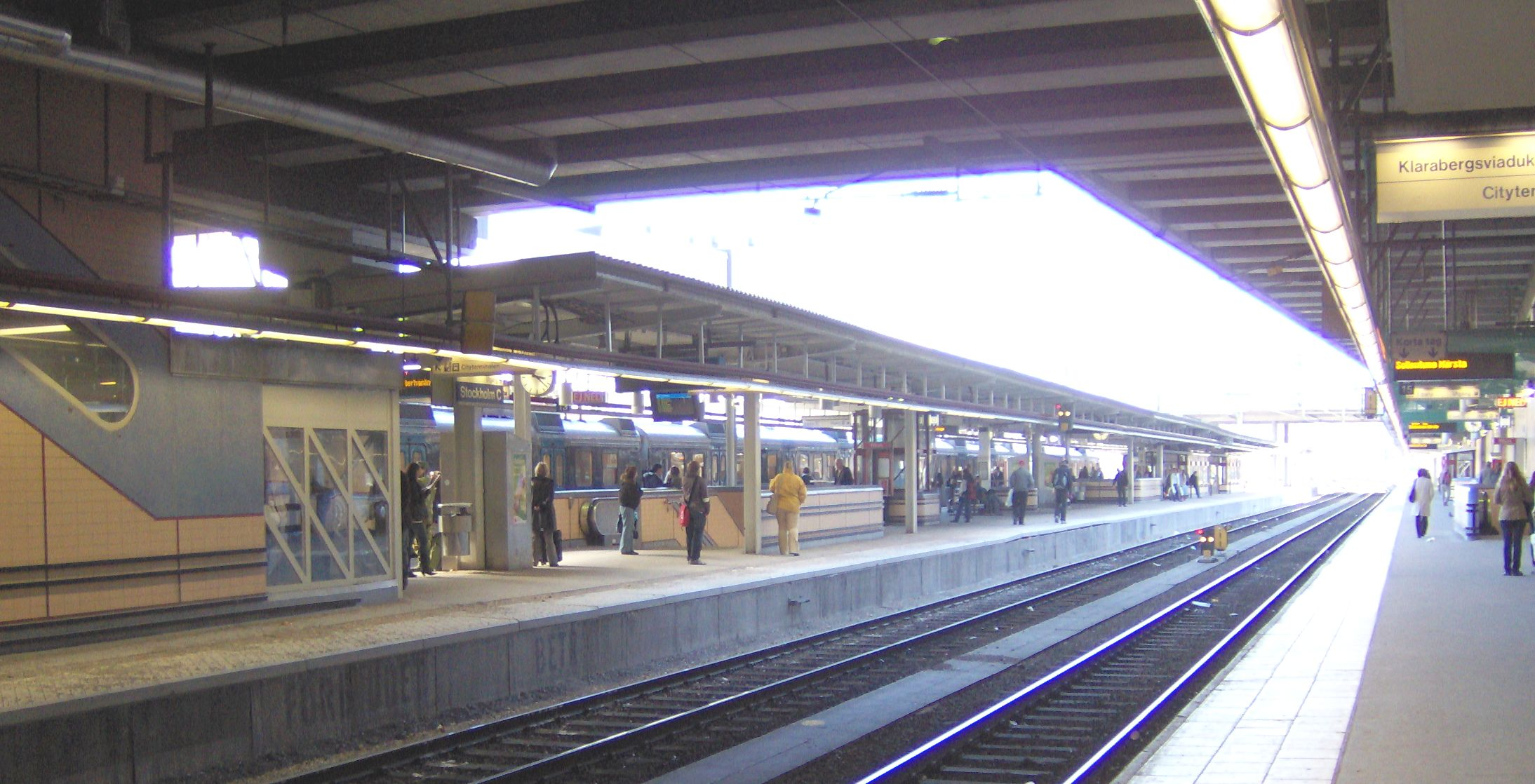
Pensiline lato coperto
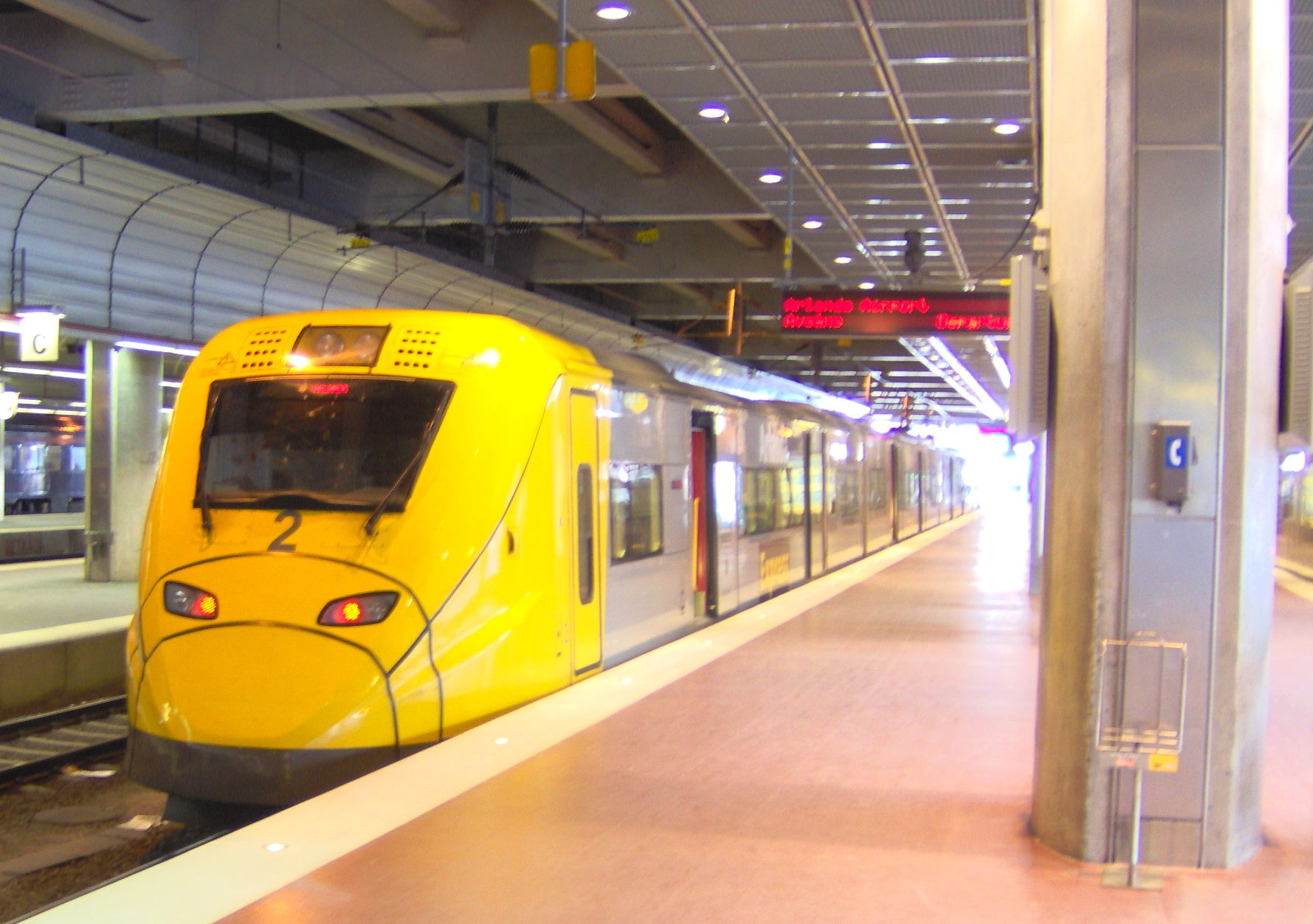
Arlanda Express, il treno che collega il centro cittadino con l'aeroporto di Arlanda